# 皮克西·洛特
维多利亚·路易丝·“皮克茜”·洛特（Victoria Louise "Pixie" Lott，1991年1月12日生於英国伦敦）是一位英国女创作歌手、演员和跳舞演员。
她的首支单曲 "Mama Do (Uh Oh, Uh Oh)" 於2009年6月正式发行，发行一周内，即一举拿下英国单曲榜的首位。2009年9月5日，洛特又发行其第二首单曲 "Boys and Girls"，使她再次夺下英国单曲榜的榜首桂冠。同月，洛特的首张专辑 Turn It Up 发行并取得英国专辑榜第六名的成绩。
洛特的第三首单曲 "Cry Me Out" 已於2009年11月30日发行，至12月6日已取得单曲榜的第12名。
她在「2010年世界最美臉蛋100人」中排名第95名。

## 早年经历
洛特生於英国伦敦东南的布罗姆利区。13岁时随全家搬至埃塞克斯郡的布伦特伍德居住。她的父亲是一位股票经纪人，母亲则为家庭主妇。因为出生时是一很小、很可爱的婴儿，如同仙女，故被母亲昵称「Pixie」（小精灵）。

## 著作目錄

### 專輯
- 2009: 《Turn It Up》
- 2010: 《Turn It Up Louder》
- 2011: 《Young Foolish Happy》
- 2014：《Pixie Lott》